# Mariakyrkan, Bergen

Mariakyrkan (norska: Mariakirken) är en långkyrka från 1180 i staden Bergen i Vestland fylke i västra Norge.
Kyrkan är den äldsta bevarade byggnaden i staden. Kyrkan var länge känd under namnet Tyskekirken. Kyrkan är huvudsakligen byggd av täljsten. Kyrkan, som har 310 sittplatser, är en basilika med två västtorn, byggd 1140-80 i romansk stil med gotisk kortillbyggnad.